# Veda (serie televisiva)
Veda è una serie televisiva drammatica turca composta da 8 puntate, trasmesso su Kanal D dal 27 settembre al 23 novembre 2012. È diretto da Merve Girgin, scritto da Sündüz Haşar, prodotto da Medyapım ed ha come protagonisti Fahriye Evcen e Mehmet Aslantuğ.

## Trama
Istanbul è sotto occupazione. Parla dei guai tra Reşat Bey, l'ultimo ministro delle finanze, e sua moglie, Behice Hanım, e sua zia. Kemal Bey è andato al fronte nell'incidente di Sarıkamış, è stato fatto prigioniero ed è tornato a casa sua con la tubercolosi. Tuttavia, è stato dichiarato traditore per i suoi crimini ed è stato emesso un mandato per il suo arresto. Quindi, Reşat Bey ha cacciato di casa Kemal. Tuttavia, sua zia era arrabbiata per la situazione di suo nipote e ha fatto entrare di nascosto Kemal in casa all'insaputa di Reşat Bey.

## Episodi
| Stagione       | Episodi | Prima TV Turchia | Prima TV Italia |
| -------------- | ------- | ---------------- | --------------- |
| Prima stagione | 8       | 2012             | inedita         |

## Personaggi e interpreti
- Mehpare (episodi 1-8), interpretata da Fahriye Evcen.
- Mehmet Resat (episodi 1-8), interpretato da Mehmet Aslantug.
- Kemal (episodi 1-8), interpretato da Burak Yamantürk.
- Lamia (episodi 1-8), interpretata da Sevda Erginci.
- Behice (episodi 1-8), interpretata da Jale Arikan.
- Sinan (episodi 1-8), interpretato da Ahmet Tansu Tasanlar.
- Eirene (episodi 1-8), interpretata da Alma Terzic.
- Behice (episodi 1-8), interpretata da Iclal Aydin.
- Macit (episodi 1-8), interpretato da Volga Sorgu.
- Didar (episodi 1-8), interpretata da Birgül Ulusoy.
- ¿? (episodi 1-8), interpretato da Kadir Toprak Karaman.
- Sarayli Hanim (episodi 1-8), interpretato da Maral Uner.
- ¿? (episodi 6-8), interpretato da Emre Karaca.
- ¿? (episodio 5), interpretato da Sercan Kilic.
- Dottor Mahir (episodio 1-8), interpretato da Burç Kümbetlioğlu.
- İsmet (episodio 1-8), interpretata da Melike Zeynep Atış.
- Meziyet (episodio 1-8), interpretata da Alize Gördüm.
- Mualla (episodio 1-8), interpretata da Gülşah Fırıncıoğlu.
- Hüsnü Efendi (episodio 1-8), interpretato da Hikmet Karagöz.
- Gülfidan (episodio 1-8), interpretata da Nalan Yavuz.
- Ayşe (episodio 1-8), interpretata da Irmak Örnek.
- Zeki Bey (episodio 1-8), interpretato da Gazi Şeker.

## Produzione
La serie è diretta da Merve Girgin, scritta da Sündüz Haşar e prodotta da Medyapım.

### Riprese
Le riprese della serie sono state effettuate a Istanbul, in Turchia.